# The Disputation
The Disputation es una película británica de historia y drama de 1986, dirigida por Geoffrey Sax, escrita por Hyam Maccoby, musicalizada por Michael Nyman, en la fotografía estuvo Peter Middleton y los protagonistas son Alan Dobie, Bernard Hepton y Christopher Lee, entre otros. El filme fue realizado por Channel 4 Television Corporation, Electric Rainbow Productions y Lord Tower Productions, se estrenó el 21 de diciembre de 1986.

## Sinopsis
En el año 1263, el rey Jaime I de Aragón realiza una mesa redonda para discutir entre representantes del judaísmo y el cristianismo acerca de Jesús, si fue el Mesías o no.